# Кравчук Федір Федорович
Федір Федорович Кравчук (30 червня 1953, Лугове, Калінінградська область, РРСФР, СРСР — 24 серпня 2010, Невкля Городнянський район, Чернігівська область, Україна) — український художник-живописець, член Національної спілки художників України.

## Біографія
Народився в селі Лугове Калінінградської області (Росія). Закінчив Ленінградський державний педагогічний інститут імені О. Герцена у 1979 році. Викладав у Чернігівському педагогічному університеті, середніх школах міста. Учасник обласних всеукраїнських мистецьких виставок від 1984 року. Член Національної спілки художників України (НСХУ) (1995). Мав персональні виставки у Чернігові в 1993, 1997, 2005 роках та м. Гомель (Білорусь, 2003 році). Отримав Обласну премію ім. М. Коцюбинського в 2008 році.
24 серпня 2010 році митець помер у своєму будинку у селі Невкля Городнянського району.

## Праці
- «Мати» (1981);
- «Батько» (1983);
- «Зимовий краєвид» (1984);
- «Автопортрет» (1986);
- «Дівчина з червоними бантами» (1987);
- «Оксана», «Подруги» (обидва — 1988);
- «Актриса В. Гаркуша», «Хризантеми», «Бузок на вікні» (усі — 1992);
- «Актриса Л. Веселова», «Оксанка» (обидва — 1993);
- «Племінниця», «На етюдах» (обидва — 1995);
- «Маки» (2009);
- «Самотність» (2010).